# Baczi-Jurt
Baczi-Jurt (ros. Бачи-Юрт) – miejscowość w Rosji, w Czeczenii.

## Demografia
- 2010 – 16 485[2]
- 2020 – 19 727[1]